# CD177
CD177 — мембранный белок, продукт гена человека CD177.

## Функции
CD177 в комплексе с гетеродимерным интегрином Mac-1 (β2/αM) опосредует активацию нейтрофилов, престимулированных TNF, включая дегрануляцию клеток и образование супероксида. Кроме этого, предотвращая интернализацию β2-интегрина и ослабляя хемокиновый сигнал, CD177 обеспечивает преимущество клеточной адгезии над клеточной миграцией. Взаимодействие белка на нейтрофилах с PECAM1 на эндотелиальных клетках играет роль в трансэндотелиальной миграции нейтрофилов in vitro. Является критическим компонентом в рекрутировании нейтрофилов к месту бактериальной инфекции in vivo. Действует как рецептор для зрелой формы протеазы PRTN3, что обеспечивает экспрессию протеазы на поверхности нейтрофилов. Связывая PRTN3 на поверхности нейтрофилов, может играть роль в повышении стбильности межклеточных контактов эндотелиальных клеток и, таким образом, обеспечивает сосудистую целостность при диапедезе нейтрофилов через стенку сосуда.

## Структура
CD177 состоит из 437 аминокислот, молекулярная масса белка 46.4 кДа. Альтернативный сплайсинг приводит к образованию 3 изоформ белка.